# Les Bacchis
Pour les articles homonymes, voir Bacchides (homonymie).
Les Bacchis ou Les Bacchides (latin : Bacchides) est une comédie du dramaturge romain Plaute (Titus Maccius Plautus). Le nœud de l'action est un quiproquo concernant deux sœurs, toutes deux filles publiques du même nom de Bacchis. La pièce met en exergue l'habileté et l'intelligence des serviteurs, supérieures à celles de leurs maîtres – thème fréquent chez Plaute.
Cette comédie est vraisemblablement une adaptation de la pièce de Ménandre Δὶς Ἐξαπατῶν (Dis Exapaton), « La double tromperie » ou « Les deux impostures ». Le début de la pièce est perdu mais il est reconstitué dans les restitutions modernes à l'aide du contexte et d'une vingtaine de fragments qui ont été sauvegardés.

## Argument[3]
Mnésiloque, forcé par son père Nicobule d'aller à Éphèse pour recouvrer une somme d'argent que le vieillard y avait laissée entre les mains d'un de ses amis, est absent d'Athènes depuis deux ans. Inquiet de sa maîtresse, Bacchis, dont ce voyage l'a séparé, il a chargé son ami Pistoclère de s'informer en quel lieu elle peut être : des navigateurs lui ont appris qu'elle avait quitté Athènes peu après lui et il n'a pas reçu de ses nouvelles. Il faut dire que Bacchis a pour profession de monnayer ses charmes. Bacchis a une sœur jumelle qui porte le même nom et exerce la même profession. Elle vit à Athènes, et c'est chez elle que Pistoclère retrouve la maîtresse de son ami : Bacchis la voyageuse vient de  rentrer à Athènes à la suite d'un militaire, Cléomaque, auquel elle s'était engagée pour un an, moyennant vingt mines. Cette Bacchis n'aime point son militaire. Elle aime Mnésiloque autant qu'elle est aimée de lui. Mais, pour s'affranchir de son joug, il faut qu'elle rende vingt mines, autrement elle sera traînée captive à la suite de l'ennuyeux Cléomaque.
Telle est la situation quand l'action commence.
Alors que Pistoclère s'occupait des intérêts de son ami auprès de Bacchis l'Athénienne, il se laisse piéger par les charmes de la belle. Il n'est plus reconnaissable ; il est maintenant évaporé, impertinent et il se moque de toutes les remontrances. Mais le galant a encore son pédagogue, Lycus, qui le gronde dans quelques scènes divertissantes.
Mnésiloque est enfin de retour avec son serviteur Chrysale. Celui-ci a bien récupéré l'argent de Nicobule, mais il est résolu d'en faire profiter son maître Mnésiloque, quitte à tromper - voire voler - le vieillard Nicobule :
Chrysale persuade adroitement Nicobule que son ami l'Éphésien est un fripon et que le dépôt est resté en grande partie à Éphèse. Mnésiloque et Chrysale peuvent donc puiser à pleines mains dans le trésor.
Mais tout le fruit de la ruse est détruit en un moment par la faute de l'étourdi Mnésiloque. Celui-ci se figure que sa maîtresse est perfide et que Pistoclère l'a trahi, quiproquo résultant de l'homonymie des deux Bacchis. Il avoue tout à son père et lui restitue l'argent.
Le quiproquo éclairci, il se rend compte que sa maîtresse est perdue et qu'il lui faut trouver vingt mines sur-le-champ. Il appelle Chrysale au secours. Nicobule, lui, a bien juré qu'il ne se laisserait plus prendre aux ruses de Chrysale.
Aussitôt le génie de Chrysale s'échauffe. Tous les personnages qui l'entourent deviennent ses marionnettes. Pistoclère est son pourvoyeur de tablettes, Mnésiloque son secrétaire, les Bacchis et le militaire ses acteurs sans le savoir et Nicobule sa dupe qui lui fournit l'argent. Il fait si bien pour l'ensorceler que le vieillard se repent de sa défiance et le supplie d'être son négociateur et de se charger de l'argent qu'il croit devoir payer pour tirer son fils d'un mauvais pas. Chrysale a reconquis la rançon de vingt mines de Bacchis l'Étrangère. Il faut pourvoir encore à la dépense des festins. Une troisième batterie est dressée contre le coffre-fort de Nicobule, et Chrysale remporte une troisième victoire, toujours rieur et goguenard.
Enfin Nicobule sorti tout meurtri des pièges de l'esclave, s'en va prendre avec Philoxène, un vieux débauché, le père même de Pistoclère, quelque repos dans la demeure des courtisanes qui ont séduit les deux fils.

## Les sources
S'il est indéniable que « Les Bacchis » trouvent leur origine dans Δὶς Ἐξαπατῶν de Ménandre, les philologues se posent les deux questions suivantes :
- Plaute est-il un simple traducteur de Ménandre?
- sinon, quel est son apport original?

La pièce de Plaute comporte trois tromperies de Chrysale envers Nicobule alors que la pièce de Ménandre n'en comporte que deux. Plaute supprime certaines scènes et en amplifie d'autres.
Plaute, de plus, adapte la pièce au goût romain, y ajoutant un esprit caustique, licencieux et un humour bouffon.

## Noms des personnages
Les noms de plusieurs des personnages sont significatifs : Nicobulus signifie ironiquement « Victorieux dans le conseil », Chrysalis veut dire « Doré », Cleomachus signifie « Glorieux combattant » et Bacchis veut dire « Bacchante ».

## Commentaire
La comédie de Plaute relève d'une veine qui a été de nombreuses fois imitée par les auteurs comiques du XVIIe siècle et du XVIIIe siècle. On y retrouve :
- le barbon ridicule, bon à être dupé ;
- le jeune homme passionné, sympathique mais étourdi ;
- enfin et surtout, le laquais voleur, menteur, sournois, astucieux, grâce auquel tout se termine bien.

Les mœurs des protagonistes sont évoquées de façon assez crue, dans le goût romain, et on pourrait parler, si on ne craignait pas l'anachronisme, de la « gauloiserie » de Plaute. 
Comme dans bien des comédies anciennes, les personnages sont nombreux, l'action est touffue, agrémentée de multiples rebondissements et de péripéties parfois difficiles à suivre. Le comique est surtout un comique de situation. Quelques scènes, comme les remontrances de Lycus à son élève Pistoclère, relèvent plus du comique de mots.